# Júlio Tropa Mendes
Júlio Tropa Mendes (Mação, Santarém, 26 de Dezembro de 1934 - Faro, Algarve, 25 de Janeiro de 2012) foi um padre e professor português.

## Biografia

### Nascimento e educação
Júlio Tropa Mendes nasceu em Mação, no Distrito de Santarém, em 26 de Dezembro de 1934. Em 1962, concluiu o curso de Teologia no Seminário dos Olivais, em Lisboa. Também se licenciou em História na Faculdade de Letras de Lisboa.

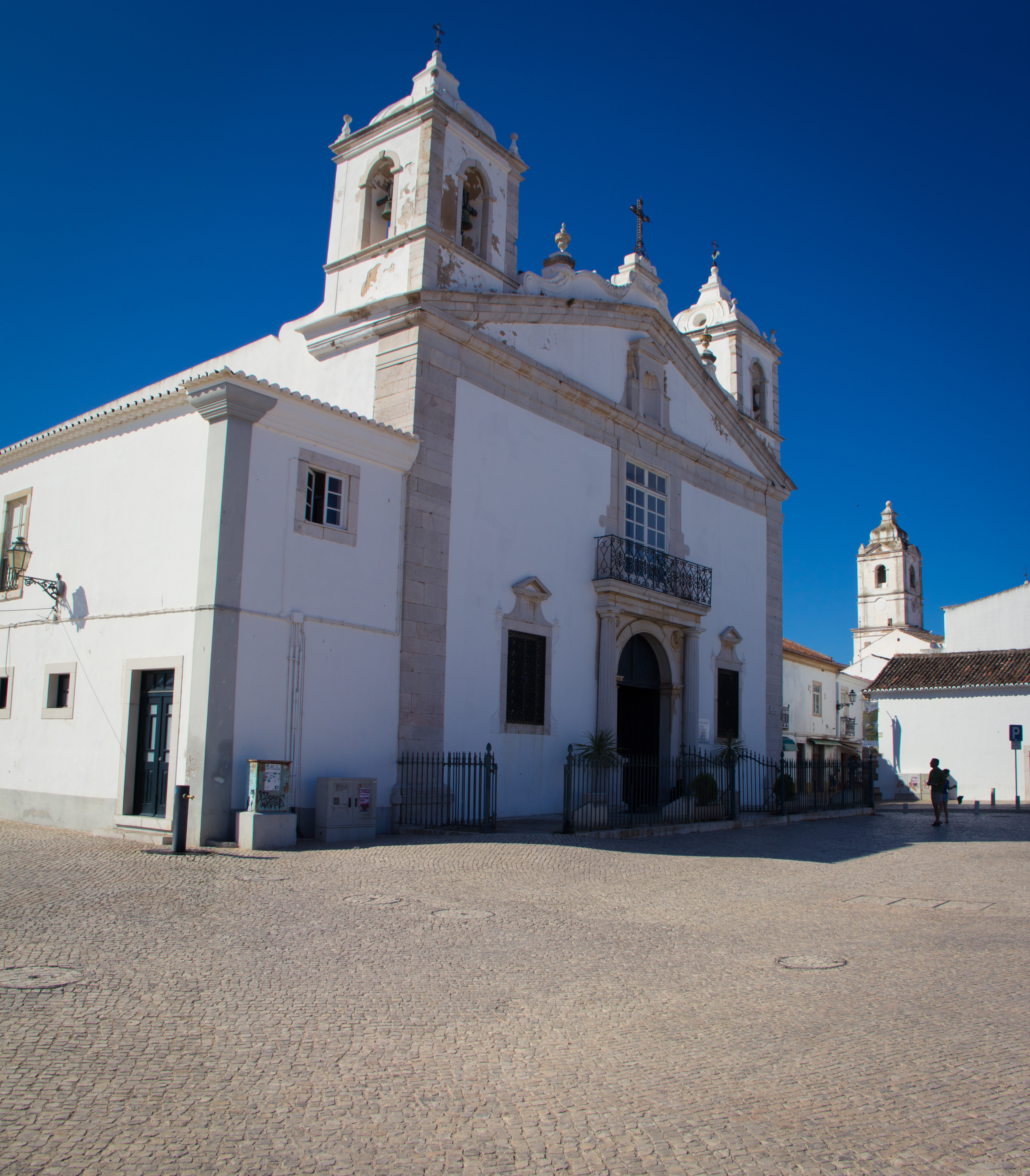
Igreja de Santa Maria, em Lagos.

### Carreira profissional e eclesiástica
Em 15 de Julho de 1962, foi ordenado na Sé de Faro por D. Francisco Rendeiro. Entre 1962 e 1964 foi cooperador na freguesia de Barão de São Miguel, no concelho de Vila do Bispo, e nas freguesias de São Sebastião, Santa Maria, Bensafrim e Luz, no concelho de Lagos. Entre 1964 e 1969 exerceu como padre em Bensafrim e na Luz. Foi depois transferido para Santa Bárbara de Nexe, onde foi padre durante cerca de 43 anos. Entre 1973 e 25 de Setembro de 2011, foi padre em Estói. Durante a sua carreira eclesiástica foi um dos principais responsáveis pelo desenvolvimento social daquelas duas paróquias, tendo fundado, em Santa Bárbara de Nexe, o Centro Cultural e Social, o Lar de terceira idade e a Creche Joaninha. Em Estói foi o principal criador do centro comunitário, que incluía a creche O Caracol e o lar de terceira idade. Na década de 1970, fundou e dirigiu o jornal Encontro, periódico das autarquias de Santa Bárbara de Nexe e Estói. A pedido do bispo D. Florentino de Andrade e Silva, também dirigiu a divisão das Migrações e Comunidades Étnicas da Diocese do Algarve desde 25 de Outubro de 1973, posição que ocupou nos últimos anos em conjunto com o padre Jorge Carvalho.
Também trabalhou como professor no ensino secundário, nas cidades de Lagos e Loulé.

### Falecimento
Júlio Tropa Mendes faleceu na madrugada do dia 25 de Janeiro de 2012, no Hospital de Faro, após doença prolongada.

## Homenagens
Em 2002 recebeu a Medalha de Mérito Grau Ouro da Câmara Municipal de Faro, e em Agosto de 2011 foi homenagedo pela freguesia de Estói pelos seus esforços comunitários. Em Outubro de 2004, celebrou os 35 anos como pároco numa cerimónia em Santa Bárbara de Nexe.
Na sequência da sua morte, a Câmara Municipal de Faro publicou um comunicado de pesar, onde exaltou o sacerdote pelo sua obra no desenvolvimento social no concelho de Faro, durante cerca de cinquenta anos. A autarquia colocou o nome de Padre Júlio Tropa Mendes numa rua em Santa Bárbara de Nexe, onde está situado o centro social criado por sua iniciativa. O seu nome também foi colocado numa rua em Estói.
O velório teve lugar no dia seguinte, em Santa Bárbara de Nexe, e no dia 27 foi feito o funeral, pelo Bispo do Algarve. O cortejo fúnebre seguiu depois para o Cemitério de Santa Bárbara de Nexe, onde o corpo foi depositado.
Em 2 de Fevereiro de 2017, o padre Júlio Tropa Mendes foi recordado numa cerimónia em Santa Bárbara de Nexe, que incluiu o descerramento de um busto junto ao centro paroquial.